# Avidius Cassius római császár
Marcus Aurelius hadjáratai kezdetben nem jártak sikerrel. Az elő hadjáratát meg is kellett szakítania, mert veszélyes felkelés tört ki a Római Birodalom keleti tartományaiban.
A felkelés élére Avidius Cassius állt, aki egy szíriai kereskedő fia volt. A mezopotámiai háborúban a hadjáratok során sikeresen vezette csapatait. Ezért 172-ben a keleti provinciák felett különleges hatalommal ruházták fel.
Abban a hitben, hogy a távoli Duna-vidéken a császár Marcus Aurelius a hadjáratban elhunyt, magának követelte a császári címet és a trónt.
Egyes történészek szerint törekvésében támogatta a császárné Faustina is, aki ugyan együtt volt Marcus Aureliusszal a Duna vidékén és látván elhatalmasodott betegségét, azt hitte, hogy férje a császár meg fog halni.
Kappadókia és Bithünia kivételével minden keleti tartomány támogatta Avidius Cassiust. Hamarosan kiderült, hogy Aurelius él, és egészségesen visszaindult Rómába útban a keleti tartományok felé, a felkelés összeomlott. A száz napot sem elérő trónbitorlási időszak azzal zárult, hogy Avidius Cassiust saját katonái meggyilkolták.